# گیت‌هاب کوپایلت
گیت‌هاب کوپایلِت (به انگلیسی: GitHub Copilot) یک ابزار هوش مصنوعی است که توسط گیت‌هاب و اوپن‌ای‌آی به عنوان دستیار برنامه‌نویسی در محیط‌های ویژوال استودیو کد، ویژوال استودیو، ویم و جت‌برینز برای تکمیل خودکار کد توسعه یافته‌است. این ابزار برای اولین بار توسط گیت‌هاب در ۲۹ ژوئن ۲۰۲۱ معرفی شد و برای کاربرانی که به زبان‌های پایتون، جاوااسکریپت، تایپ‌اسکریپت، روبی و گو کدنویسی می‌کنند، بهترین کارایی را دارد.

## تاریخچه
در ۲۹ ژوئن ۲۰۲۱، گیت‌هاب، گیت‌هاب کوپایلت را برای پیش نمایش فنی در محیط توسعه ویژوال استودیو کد معرفی کرد.
در ۲۶ اکتبر ۲۰۲۱، گیت کوپایلت به عنوان یک افزونه در بازار جت‌برینز منتشر شد.
در ۲۷ اکتبر ۲۰۲۱، گیت‌هاب افزونه GitHub Copilot Neovim را به عنوان یک مخزن عمومی منتشر کرد.
در ۲۹ مارس ۲۰۲۲، گیت‌هاب رسماً در دسترس بودن کوپایلت برای ویژوال استودیو ۲۰۲۲ را اعلام کرد.
در ۲۱ ژون ۲۰۲۲ کوپایلت به صورت عمومی در دسترس همه توسعه‌دهندگان قرار گرفت. هم‌زمان اعلام شد از این تاریخ به بعد این سرویس رایگان نخواهد بود. البته گیت‌هاب اعلام کرد این سرویس هم‌چنان برای دانشجوها و توسعه‌دهنده‌های پروژه‌های معروف متن باز رایگان باقی خواهد ماند. 

## امکانات
گیت‌هاب کوپایلت توسط OpenAI Codex که یک مدل هوش مصنوعی ایجاد شده توسط اوپن‌ای‌آی (یک آزمایشگاه تحقیقاتی هوش مصنوعی) ساخته شده‌است. OpenAI Codex یک نسخه تولید شده از جی‌پی‌تی 3 (GPT-۳) که یک مدل زبانی که از یادگیری عمیق برای تولید متنی شبیه انسان استفاده می‌کند، می‌باشد. به عنوان مثال، هنگامی که یک مشکل برنامه‌نویسی به زبان طبیعی مطرح شود، Codex قادر به اریه راه حل است. همچنین قادر به توصیف کد دریافتی به زبان انگلیسی و ترجمه کد بین زبان‌های برنامه‌نویسی است. مجوز جی‌پی‌تی ۳ منحصراً به مایکروسافت، شرکت مادر گیت‌هاب تعلق دارد.
OpenAI Codex Copilot بر توسط مجموعه‌ای از زبان انگلیسی، مخازن عمومی گیت‌هاب و سایر کدهای منبع عمومی در دسترس آموزش داده شده‌است. این شامل مجموعه داده فیلتر شده ۱۵۹ گیگابایتی از کد پایتون است که از ۵۴ میلیون مخزن عمومی گیت‌هاب دریافت شده‌است.
طبق وب‌سایت خود کوپایلت، گیت‌هاب کوپایلت دارای ویژگی‌های کمکی برای برنامه‌نویسان است، مانند تبدیل توضیحات کد به کد قابل اجرا و تکمیل خودکار برای تکه‌های کد، بخش‌های تکراری کد، و کل متدها و/یا توابع. طبق گزارش گیت‌هاب ویژگی تکمیل خودکار کوپایلت تقریباً در نیمی از مواقع دقیق است. برای مثال، با برخی از کدهای هدر تابع پایتون، کوپایلت بقیه کد بدنه تابع را در ۴۳ درصد مواقع در اولین تلاش و ۵۷ درصد مواقع پس از ده بار به‌طور خودکار تکمیل کرد.
به گفته گیت‌هاب ویژگی‌های کوپایلت به برنامه‌نویسان اجازه می‌دهد تا با کاهش مدت زمانی که کاربران برای خواندن مستندات صرف می‌کنند، در از چارچوب‌ها و زبان‌های کدنویسی ناآشنا استفاده کنند.

## پذیرش
از زمان انتشار کوپایلت، نگرانی‌هایی در مورد تأثیر امنیتی و آموزشی آن و همچنین بحث‌های مربوط به مجوز در مورد کد تولید شده آن وجود داشته‌است.

### بحث صدور مجوز
اگرچه اکثر کدهای خروجی توسط کوپایلت را می‌توان به عنوان یک اثر متحول کننده طبقه‌بندی کرد، گیت اذعان دارد که بخش کوچکی از آن به‌طور کلمه به کلمه کپی می‌شود، که منجر به ترس از اینکه کد خروجی به اندازه کافی متفاوت نیست تا به عنوان استفاده منصفانه طبقه‌بندی شود و ممکن است حق کپی‌رایت را نقض کند. این باعث می‌شود کوپایلت در زمینه قانونی آزمایش‌نشده باقی بماند، اگرچه گیت‌هاب می‌گوید که «آموزش مدل‌های یادگیری ماشینی بر روی داده‌های در دسترس عموم، استفاده منصفانه در جامعه یادگیری ماشینی در نظر گرفته می‌شود».